# マキちゃん日記
『マキちゃん日記』（マキちゃんにっき）は、1969年10月7日から1970年10月11日まで日本テレビ系列局で放送されていたテレビドラマである。宝塚映画とよみうりテレビの共同製作。大和ハウス工業（ダイワハウス）の一社提供。全52話。

## 概要
小学校5年生の少女・マキちゃん（中西まゆみ）と居候の弥太郎おじさん（関口宏）を中心に話を展開。その日にあったエピソードを天板開閉型のライティングデスクで日記をつけ、書き終わって天板を閉めたところで一話を終えるという設定だった。
撮影はダイワハウスのモデルルームで行われていた。
マキちゃんを演じた中西まゆみは、大阪市東淀川区出身のモデルクラブに所属していた子役で、1968年のミュージカル『サウンド・オブ・ミュージック』に出演しているが、テレビドラマは初出演であった。
監督には、新東宝出身で同じく宝塚映画製作のテレビ映画『プロファイター』（1969年）で監督を務めた三輪彰、同じく宝塚映画製作のテレビ映画『37階の男』（1968年）や『プロファイター』で助監督を務めた辻井康一、新東宝出身の土屋統吾郎（当時34歳）、松竹のプログラムピクチャーの名手堀内真直（当時59歳）が起用された。他にも竹前重吉、曲谷守平、引田英雄が監督を務めた。

## 作品データ
『作品譜 - 劇場用映画・テレビ用映画』の記述による。
- 放送本数：30分×52話
- 放送期間：1969年10月7日 - 1970年10月11日
- 製作期間：1969年9月1日 - 1970年8月13日
- 提供：大和ハウス工業
- 衣裳協力：キング商事
- 家具協力：日三インテリア、日三家具、富士ファニチア

## スタッフ
『作品譜 - 劇場用映画・テレビ用映画』の記述による。
- プロデューサー：倉田恂典、田中博、伊藤幹生（よみうりテレビ）
- 脚本：三枝睦明、梅谷卓司、田代淳二、市川森一
- 監督：三輪彰、土屋統吾郎、竹前重吉、曲谷守平、辻井康一、堀内真直、引田英雄
- 撮影：森田利一郎
- 照明：草刈忠
- 美術：近藤司、菊野満利
- 録音：中川浩一
- 音楽：山本丈晴
- 製作：宝塚映画、よみうりテレビ

## 主題歌
「幸せを呼ぶ歌」
作詞：横井弘 / 作曲：山本丈晴 / 歌：沢和代
1970年1月発売、日本コロムビア

## 放送時間
いずれも日本標準時、日本テレビでの放送時間。
- 火曜 19:00 - 19:30 （第1話 - 第13話、1969年10月7日 - 1969年12月23日）
- 水曜 19:30 - 20:00 （第14話 - 第26話、1970年1月7日 - 1970年4月1日）
- 日曜 10:00 - 10:30 （第27話 - 第52話、1970年4月5日 - 1970年10月11日）

日本テレビ以外での放送時間
放送時間はネット局により異なっていた。
- 山形放送：水曜 19:00 - 19:30[3]
- 仙台放送：日曜 9:00 - 9:30[4]
- 福島テレビ：水曜 19:00 - 19:30[5]
- 北日本放送：水曜 18:00 - 18:30[6]
- 静岡放送：月曜 18:00 - 18:30（開始当初）

## キャスト
テレビドラマデータベース、『作品譜 - 劇場用映画・テレビ用映画』、および株式会社宝塚映画製作所 宝塚映像株式会社 作品譜の記述による。
放送終了後の71年4月から水曜朝8時20分から日本テレビで再放送された際の新聞ラテ欄のキャストは毎回中西から小島までの記載であった。
- 中西まゆみ（マキちゃん）
- 井崎犬一郎（弟トモオ）
- 関口宏（矢太郎おじさん）
- 根上淳（お父さん）
- 小畠絹子（お媽さん）
- 柴田美保子（弥太郎おじさんの憧れの人）
- 池田和歌子（弥太郎おじさんの見合せ相手）
- 小栗一也
- 船戸順
- 前田昌明
- 中村是好
- 芦屋雁平
- 永野達雄
- 渡辺篤史
- 有沢正子
- 清水まゆみ
- 牧紀子
- 伊藤栄子
- 麗美花
- 神代錦
- 己野逸子（予告ナレーター）